# Hinako Takanaga
Hinako Takanaga (高永ひなこ?, Takanaga Hinako; Aichi, 16 settembre ...) è una fumettista giapponese autrice di manga di genere yaoi.
Ha anche fornito le illustrazioni per diverse light novel create da altri autori, tra cui Yūzai di Katsura Izumi. Tra gli autori a cui s'è ispirata ci sono Suzue Miuchi, Risa Yamada e Range Murata.

## Opere
- Challengers (1995)
- Liberty Liberty (2003)
- Little Butterfly (2004)
- Il tiranno innamorato (2004-in corso)
- Mi vergogno da morire (2004)
- Il segreto del diavolo (2007)